# Branko Vukšić
Branko Vukšić (Nedelišće, 14. svibnja 1956.) hrvatski je novinar, televizijski voditelj i političar. 
Osnovnu školu završio je u Nedelišću, a srednju za strojarskog tehničara u Varaždinu. Diplomirao je novinarstvo na Fakultetu političkih znanosti u Zagrebu te poslovnu ekonomiju na Visokoj poslovnoj školi Libertas.
Novinarsku karijeru započeo je 1975. godine. Od 1977. piše za tjednik „Međimurje”, a 1978. počinje raditi u „Večernjem listu”, gdje je proveo 23 godine kao novinar i urednik. U „Večernjem listu” uređivao je kulturnu rubriku te kasnije „RTV prilog”. Pokrenuo je televizijsku nagradu „Večernjakova ruža”.
Nakon odlaska iz „Večernjeg lista” 2001. godine, prelazi u „Vjesnik” kao kolumnist i urednik. Potom postaje prvi direktor programa Nove TV, gdje je vodio emisiju „Glavom kroz ekran”. Nakon Nove TV prelazi na zagrebačku televiziju Z1, gdje je vodio emisije „Vježbanje demokracije” i „Knjiga žalbi”.
U politiku ulazi kao član Hrvatskih laburista - Stranke rada, s čije je liste izabran u Hrvatski sabor 2011. godine. Tijekom mandata (2011. - 2015.) obnašao je dužnost predsjednika Odbora za informiranje, informatizaciju i medije te bio član više saborskih odbora. Nakon razlaza s Hrvatskim laburistima 2014. godine, djelovao je kao nezavisni zastupnik. Bio je drugi najaktivniji saborski zastupnik u 7. sazivu Hrvatskog sabora. Godine 2018. pridružio se Hrvatskoj seljačkoj stranci.
Autor je nekoliko knjiga, među kojima su „100 pisama iz Zagreba – hrvatske i druge teme” (1997.) i „Glavom kroz ekran 366x” (2004.). 
Tijekom Domovinskog rata djelovao je u Croatian Art Forces.
Njegov je sin Matija Vukšić, hrvatski novinar i filmski redetalj, koji je surađivao s Goranom Milićem u njegovim serijalima te preminuo s 38 godina.